# Atletism la Jocurile Olimpice de vară din 2016 - 20 km marș (masculin)
Proba masculină de 20 de km marș de la Jocurile Olimpice de vară din 2016 a avut loc la data de 12 august pe o stradă de-a lungul plajei Pontal.

## Recorduri
Înaintea acestei competiții, recordurile mondiale și olimpice erau următoarele:
| Record  | Atlet               | Timp    | Loc                    | Data           |
| ------- | ------------------- | ------- | ---------------------- | -------------- |
| Mondial | Yusuke Suzuki (JPN) | 1:16:36 | Nomi, Japonia          | 15 martie 2015 |
| Olimpic | Chen Ding (CHN)     | 1:18.46 | Londra, Marea Britanie | 4 august 2012  |

## Rezultate
| Loc | Nume                    | Naționalitate  | Timp    | Note   |
| --- | ----------------------- | -------------- | ------- | ------ |
| 1   | Wang Zhen               | China          | 1:19:14 |        |
| 2   | Cai Zelin               | China          | 1:19:26 | (PB)   |
| 3   | Dane Bird-Smith         | Australia      | 1:19:37 | (PB)   |
| 4   | Caio Bonfim             | Brazilia       | 1:19:42 | (RN)   |
| 5   | Christopher Linke       | Germania       | 1:20:00 |        |
| 6   | Tom Bosworth            | Marea Britanie | 1:20:13 | (RN)   |
| 7   | Daisuke Matsunaga       | Japonia        | 1:20:22 |        |
| 8   | Matteo Giupponi         | Italia         | 1:20:27 | (PB)   |
| 9   | Esteban Soto            | Columbia       | 1:20:36 | (PB)   |
| 10  | Evan Dunfee             | Canada         | 1:20:49 |        |
| 11  | Miguel Ángel López      | Spania         | 1:20:58 |        |
| 12  | Inaki Gomez             | Canada         | 1:21:12 |        |
| 13  | Manish Singh            | India          | 1:21:21 |        |
| 14  | Ever Palma              | Mexic          | 1:21:24 |        |
| 15  | Éider Arévalo           | Columbia       | 1:21:36 |        |
| 16  | Ruslan Dmytrenko        | Ucraina        | 1:21:40 |        |
| 17  | Kim Hyun-sub            | Coreea de Sud  | 1:21:44 | (SB)   |
| 18  | Hagen Pohle             | Germania       | 1:21:44 |        |
| 19  | Jakub Jelonek           | Polonia        | 1:21:52 |        |
| 20  | Alexandros Papamichail  | Grecia         | 1:21:55 |        |
| 21  | Isamu Fujisawa          | Japonia        | 1:22:03 |        |
| 22  | Álvaro Martín           | Spania         | 1:22:11 |        |
| 23  | Pedro Daniel Gómez      | Mexic          | 1:22:22 |        |
| 24  | Richard Vargas          | Venezuela      | 1:22:23 |        |
| 25  | Yerko Araya             | Chile          | 1:22:23 |        |
| 26  | Marius Žiūkas           | Lituania       | 1:22:27 | (SB)   |
| 27  | Benjamin Thorne         | Canada         | 1:22:28 |        |
| 28  | Máté Helebrandt         | Ungaria        | 1:22:31 | (PB)   |
| 29  | Luis Fernando López     | Columbia       | 1:22:32 |        |
| 30  | Ersin Tacir             | Turcia         | 1:22:53 |        |
| 31  | João Vieira             | Portugalia     | 1:23:03 |        |
| 32  | Anton Kučmín            | Slovacia       | 1:23:17 |        |
| 33  | Rhydian Cowley          | Australia      | 1:23:30 |        |
| 34  | Georgiy Sheiko          | Kazahstan      | 1:23:31 |        |
| 35  | Ihor Hlavan             | Ucraina        | 1:23:32 |        |
| 36  | Hassanine Sebei         | Tunisia        | 1:23:44 |        |
| 37  | Daniel Pintado          | Ecuador        | 1:23:44 |        |
| 38  | Nils Brembach           | Germania       | 1:23:46 |        |
| 39  | Chen Ding               | China          | 1:23:54 |        |
| 40  | Nazar Kovalenko         | Ucraina        | 1:24:40 |        |
| 41  | Paolo Yurivilca         | Peru           | 1:24:48 |        |
| 42  | Eiki Takahashi          | Japonia        | 1:24:59 |        |
| 43  | Aliaksandr Liakhovich   | Belarus        | 1:25:04 |        |
| 44  | Lebogang Shange         | Africa de Sud  | 1:25:07 |        |
| 45  | Marco Antonio Rodríguez | Bolivia        | 1:25:11 | (SB)   |
| 46  | Alex Wright             | Irlanda        | 1:25:25 |        |
| 47  | Artur Brzozowski        | Polonia        | 1:25:29 |        |
| 48  | Erik Tysse              | Norvegia       | 1:26:06 |        |
| 49  | Kévin Campion           | Franța         | 1:26:22 |        |
| 50  | Erick Barrondo          | Guatemala      | 1:27:01 |        |
| 51  | Juan Manuel Cano        | Argentina      | 1:27:27 |        |
| 52  | Julio César Salazar     | Mexic          | 1:27:38 |        |
| 53  | Sérgio Vieira           | Portugalia     | 1:27:39 |        |
| 54  | Hamid Reza Zouravand    | Iran           | 1:27:45 |        |
| 55  | Francisco Arcilla       | Spania         | 1:27:50 |        |
| 56  | José María Raymundo     | Guatemala      | 1:29:07 |        |
| 57  | Choe Byeong-kwang       | Coreea de Sud  | 1:29:08 |        |
| 58  | Wayne Snyman            | Africa de Sud  | 1:29:20 |        |
| 59  | Marius Šavelskis        | Lituania       | 1:29:26 |        |
| 60  | Nguyễn Thành Ngưng      | Vietnam        | 1:30:01 |        |
| 61  | Byun Young-jun          | Coreea de Sud  | 1:30:38 |        |
| 62  | Mert Atlı               | Turcia         | 1:31:36 |        |
| 63  | Moacir Zimmermann       | Brazilia       | 1:33:58 |        |
| 64  | Samuel Ireri Gathimba   | Kenya          | (DNF)   |        |
| 64  | Simon Wachira           | Kenya          | (DNF)   |        |
| 64  | Perseus Karlström       | Suedia         | (DNF)   |        |
| 64  | Dzianis Simanovich      | Belarus        | (DNF)   |        |
| 64  | José Alessandro Bagio   | Brazilia       | (DNF)   |        |
| 64  | Andrés Chocho           | Ecuador        | (DS)    | R230.7 |
| 64  | Mauricio Arteaga        | Ecuador        | (DS)    | R230.7 |
| 64  | Ganapathi Krishnan      | India          | (DS)    | R230.7 |
| 64  | Łukasz Nowak            | Polonia        | (DS)    | R230.7 |
| 64  | Quentin Rew             | Noua Zeelandă  | (DS)    | R230.7 |
| 64  | Gurmeet Singh           | India          | (DS)    | R230.7 |

## Legendă
RA Record african | AM Record american | AS Record asiatic | RE Record european | OCRecord oceanic | RO Record olimpic | RM Record mondial | RN Record național | SA Record sud-american | RC Record al competiției | DNF Nu a terminat | DNS Nu a luat startul | DS Descalificare | EL Cea mai bună performanță europeană a anului | PB Record personal | SB Cea mai bună performanță a sezonului | WL Cea mai bună performanță mondială a anului 